# Gunnar af Björkesten
Sune Gunnar Lorenz af Björkesten, född 18 mars 1912 i Helsingfors, död där 25 januari 1974, var en finländsk läkare. Han var far till arkitekten Gunnel Adlercreutz.
Efter studentexamen 1929 blev af Björkesten medicine kandidat 1932, medicine licentiat 1938 samt medicine och kirurgie doktor 1947. Han blev specialist i kirurgi 1945 och i neurokirurgi 1952. Han var docent i neurokirurgi vid Helsingfors universitet 1953–1963 och e.o. professor där 1963–1974. Han var assistentläkare vid Finlands Röda kors sjukhus 1945–1947 och 1952–1954, underläkare vid Södersjukhuset i Stockholm 1947–1950, biträdande överläkare 1950–1951, biträdande lärare vid Finlands Röda kors sjukhus neurokirurgiska avdelning 1955–1958, biträdande överläkare vid Helsingfors universitetscentralsjukhus (HUCS) neurokirurgiska klinik 1958–1963 och överläkare där 1963–1974. 
Utöver den akademiska avhandlingen Suture of War Injuries to Peripheral Nerves (1947) skrev af Björkesten ett 50-tal arbeten inom neurokirurgin. Han var ordförande i Finska Läkaresällskapet 1960, blev dess hedersledamot 1972, var ordförande i Societas Neurochirurgica Fennica från 1959 och preses i Nordisk neurokirurgisk förening från 1965. Han var medlem av statens medicinska kommission från 1965. Han blev reservfänrik 1937, reservsanitetskapten 1940 och sanitetsmajor 1944. Han invaldes som ledamot av Finska Vetenskaps-Societeten 1963. Han var under en lång följd av år Finlands ledande neurokirurg och landets första professor i neurokirurgi. Hans huvudintresse inom neurokirurgin låg inom aneurysmkirurgin.